# Rättsläge
Rättsläget är den juridiska uppfattningen om hur en viss lagregel ska tolkas eller om regelverket inom ett rättsområde. Gällande rätt, och sålunda även rättsläget kring allting, definieras genom lagar, rättspraxis och i vissa rättssystem av förarbeten och även sedvänja. Om svaret på hur en viss företeelse skall behandlas juridiskt ej står att finna i någon av dessa rättskällor, eller om rättskällorna inbördes säger emot varandra utan att en prioriteringsordning kan meddela vad som gäller, anses rättsläget kring företeelsen oklart. Är rättsläget kring någonting oklart fordras att någon juridiskt vägledande instans gör det klart, exempelvis att nya tydliga lagar stiftas, genom ett domstolsavgörande i högsta instans, eller i Sverige kanske genom ett uttalande av Justitiekanslern eller Riksdagens ombudsmän.